# Stride
De stride-pianostijl, meestal afgekort tot stride, is een stijl van spelen die rond 1920 ontwikkeld is vanuit de ragtime. Prominente stride-pianisten uit die tijd zijn James P. Johnson, Willie "The Lion" Smith en Fats Waller.
Stride kenmerkt zich door op de piano met de linkerhand te springen van een enkele basnoot naar een akkoord, dat een octaaf hoger ligt, stride is stap of sprong. Stride wordt in een hoog tempo gespeeld, de rechterhand kan - in tegenstelling tot de ragtime - op de melodie improviseren, wat een belangrijke stap was in de ontwikkeling van ragtime naar jazz.
De  drie belangrijkste verschillen tussen ragtime en stride zijn:
- stride-spelers speelden niet van bladmuziek, maar speelden de popliedjes van hun tijd
- er werd geïmproviseerd
- stride-pianisten speelden sneller en met veel meer drive dan de ontspannen spelers van de ragtime[2]

James P. Johnson (1891–1955) wordt beschouwd als de ‘vader van de stride-piano’. Bekende pianostukken van hem zijn "Charleston" (1923) en  "Carolina Shout" en "Carolina Balmoral".
Fats Waller (1904-1943), die pianolessen gevolgd had bij James P. Johnson, maakte het genre in de jaren 1930 en 1940 echt populair. Zijn compositie "Ain't Misbehavin'" uit 1929 werd een jazzstandard.